# Hüvelyk Matyi

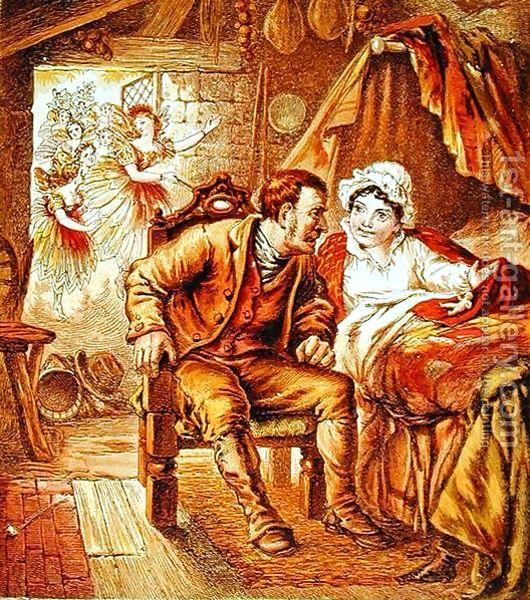
Hüvelyk Matyi születése(1869, Horace Petherick)

Hüvelyk Matyi, vagy Babszem Jankó és még számtalan különböző magyar néven ismert (mint Borsszem Jankó, Bors Jancsi, Hüvelyknőc, Pöttöm Palkó, Hőköm illetve Hüőköm Mátyás, Kökény Matyi, Máknyimák, Pilinkó (Tilinkó és Kilinkó változatokkal), Bakarasznyi, Bakonyszegi, vagy Lyüki stb.), népmeséink egyik legkedveltebb alakja, a hüvelyknyi nagyságú mesehős. Angol nyelvterületen Tom Thumb-ként, németen Daumenlanger Hans, vagy Spannenlanger Hansel-ként ismerik saját mondavilágukban.
Parányi termetével óriási erőt és ravasz furfangosságot egyesítő csodás természete a róla szóló, többnyire burleszk, komikus, veszedelemmel járó kalandokból is kitetszik még, arra engedve következtetni, hogy e piciny mesehős valamikor előkelő helyen állott a róla regélő népek mitológiájában.

## Eredete
Eleinte szájhagyomány útján terjedt, története és számos nép legendájában megtalálható, így ennek meghatározása nagy nehézségeket okoz a mesekutatóknak.
Legjobban feldolgozott irodalma talán az angol nyelvterületen van, ahol „Tom”, azaz Tamás néven ismert a figura. Kutatások szerint a 17. században jelenik meg először az Arthur király és Merlin legendájának egyik szereplőjét átvivő- és vevő mesehősként zenei és felnőtteknek szóló művekben, illetve párhuzamosan – a Magyarországon is ismert történet – prózai írásként. Sőt, egyes források szerint az első kifejezetten gyermekeknek írott verseskönyv (mivel előtte ezek csak rímes ábécék, altatók és mozgásos játékokat kísérő mondókák formájában léteztek) a Hüvelyk Matyi daloskönyve (Tommy Thumb’s Pretty Song Book) volt 1744-ben.
Francia nyelvterületen Le petit Poucet címmel, 1697-ben jelenik meg a kis termetű fiúcska Charles Perrault írásában, ám itt a Jancsi és Juliska meséhez hasonló formában. A nagy ismertségre szert tett Grimm fivérek 1812-ben megjelent Gyermek- és családi mesék (németül: Kinder- und Hausmärchen) című gyűjteményükben ezt dolgozták fel – a karakter Däumling néven szerepel (a Der kleine Däumling cím alatt).

## A karakterrel történő alapcselekmény

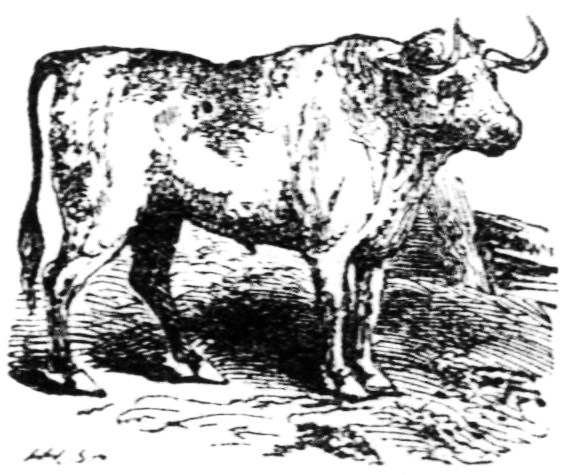

Gyermektelen házaspár azt kívánja, hogy bár legalább csak akkora gyermekük lenne, mint egy hüvelyk (babszem, stb.). A gyermek reggelre megszületik, olyan aprónak, mint „kívánták”. Ezért termetéről nevezik el. Megadnak neki mindent, de a gyerek csak nem nő nagyobbra, ahogy telik az idő. Egyszer vállalkozik rá, hogy kiviszi apjának az ebédet a mezőre. Amíg apja eszik, ő szánt helyette oly módon, hogy belemászik az ökör fülébe, és onnan rittyentget ostorával. Ám egyszer csak kiesik a fű (széna) közé és egy tehén lenyeli, amit egy gazdag uraság vásárol meg. Hüvelyk Matyi belülről kiáltozik és ostora nyelével döngeti a tehén oldalát. Erre azt hiszik, hogy a tehenet az ördög szállta meg, és leüttetik. Belét, amelyben Hüvelyk Matyi van, kidobják és egy farkas eszi meg. Ennek a belsejében is kiáltozni kezd, mire a rémült farkas Hüvelyk Matyit kívánságára hazaviszi, s otthon „kiköpi”. A csodálatos megmenekülés folytán természetes méretű emberré lesz, s szép lányt kap feleségül.

### Változatok
Babszem Jankót édesanyja egy babszemben találja és erről kapja nevét. A királynak igen megtetszik a fiúcska. Végül apja, a felkínált arany fejében odaadja őt.
Hüvelyk Matyi kalandosan megmenekül egy óriás hal gyomrából, ahonnan a király udvarába jut. A mese végére a király lovaggá üti.
Babszem Jankó vándorlása, amelyben apja szabó és egy tűt ad fia kalandozásaihoz. Az alaptörténethez hasonlóan, egy róka „segítségével” itt is hazakerül.
Hüvelyk Matyi és Hüvelyk Panna kalandjai, amelyben az apró fiúcska társra lel.

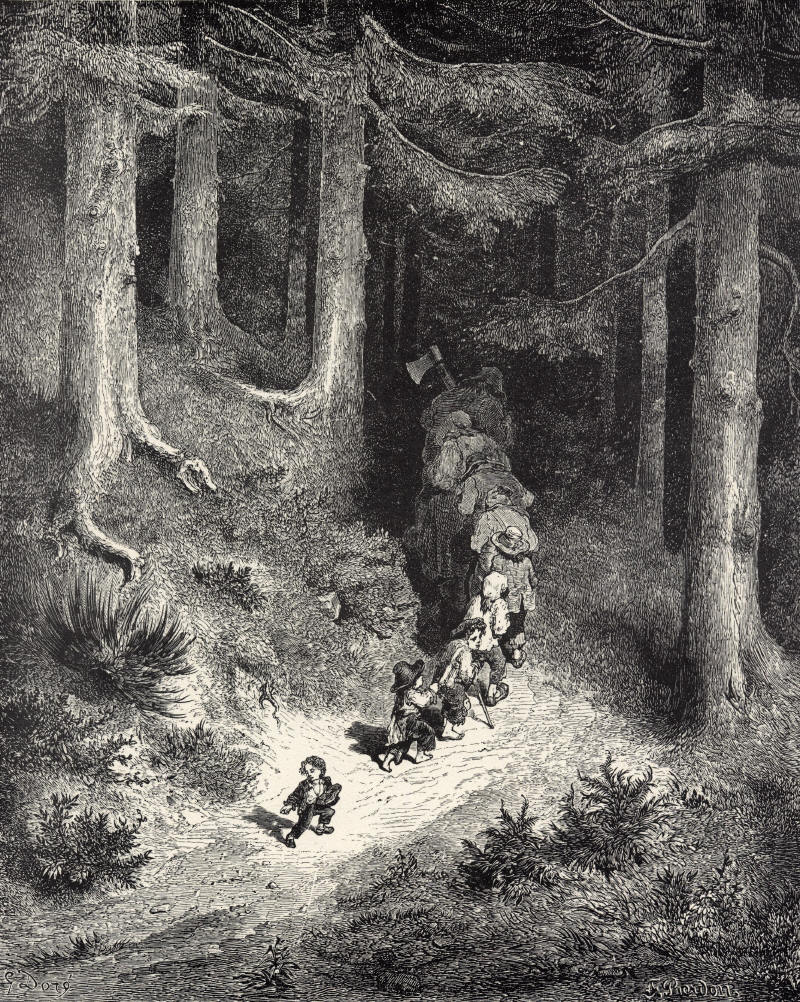
Le Petit Poucet illusztrációGustave Doré (1897.)

A szegény favágó, akinek feleségével hét gyermekük van. A legkisebb Hüvelyk Matyi. Kihallgatja szüleit, akik nagy szegénységükben az erdőben akarják hagyni gyermekeiket. El is viszik őket, de Matyi előbb köveket, majd morzsát szór el az úton, hogy visszataláljanak. De az utóbbit az állatok föleszik. Így bolyongásaik közben összetalálkoznak az óriással, aki bezárja és meg akarja enni őket. Amikor álomba merül, a legkisebb épp kifér a rácson, és kiszabadítja testvéreit. De az óriásnak van egy mérföldjáró csizmája, amivel majdnem utoléri őket. Elfárad, megpihen. Ekkor Matyi, ahelyett, hogy bátyjaival menekülne, lelopja az óriás csizmáját, amivel könnyedén beéri testvéreit. Hazaérnek, és boldogan élnek, mert a mérföldjáró csizmával a fiú gyorspostásként eltartja az egész családot.

### A legfontosabb magyar eredetű mese-változatok
- Arany László - eredeti népmese
- Gaal György, Mesegyűjtemény, III. kötet 37. meséje (Kökény Matyi)
- Istvánffy Gyula, Palóc mesék a fonóból c. gyűjteményének 2. meséje (török-palóc párhuzam)

## A névváltozatok magyarul és különböző nyelvekben

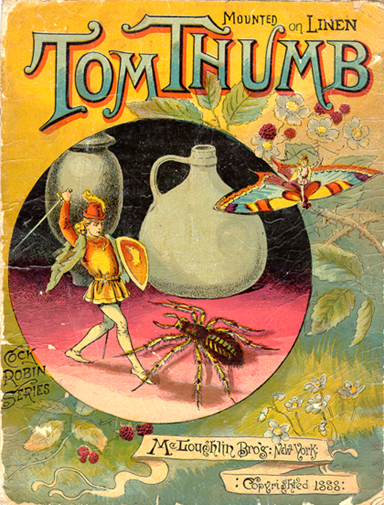
1888., Cock Robin sorozat, New York

Magyar neveinek legnagyobb része találkozik más népek analóg mesehőseinek neveivel. Így a Hüvelyk (vagy Hőköm) Matyi vezetéknevében, míg Babszem (vagy Borsszem) Jankó keresztnevében párja a német Däumling (Spannenlanger, Daumerling, Daumgross, Daumesdick és Daumenlanger) Hans (vagy Hansel, magyarul János), akárcsak a francia Jean Pouçot (közönségesebben csak Petit Poucet). Azonban az angol Tom Pouce vagy Tom Thumb Tamás nevétől teljesen elüt.
Egészen magyar sajátságnak látszik a Máknyimák érdekes fokozást kifejező neve s a szintén parányiságot jelentő Pilinkó, melynek a részben már nem is e körbe tartozó mesékben előforduló Tilinkó és Kilinkó talán csak változata.
Nem találunk analógiát a Kökény Matyi vezetéknevére sem, holott a Babszem párja megvan a portugál Manoel Feijao vezetéknevében, a Borsszemé pedig a francia tájszólási Peperelet-ben. Gyakori a Borsószem elnevezés is, melynek az olasz nyelvben találjuk meg számos változatát (Cecino, Cicille, Cicireddu stb.). Ide tartozik az újgörög Félborsó és az ezzel egyjelentésű török Leblebi is.
A francia Gros d'in pion (Gros d'un poing) és a baszk Ukailtcho ökölnyit, az olasz Deto grosso pedig nagyujjnyit jelent.
A magyar Máknyimákunk picinységével „versenyez” a portugál és katalán Kásaszem. Bakarasznyi, mely alatt kisebb - a szétfeszített hüvelyk és mutató ujj, nem pedig az előbbi és a kis ujj közé fogható - arasznyit kell értenünk, mely leginkább a cseh pidimuzik (arasznyi emberke) törpe névvel rokon. Akárcsak a japán Issunbōshi.
A hüvelyknyi (vagy legalább ujjnyi) méret törpékre alkalmazva már az ó-görög mitológiában is előfordul az idai Daktylosok, az ökölnyi pedig a Pigmaiosok nevében.

## Általános jellemzők
Szinte mindenhol megtalálható, mindenütt ugyanazon motívumok több vagy kevesebb változtatással. Ezek a következők:
Meggondolatlanul kiejtett gyermekáhító kívánság, mely szó szerint teljesül s ebben rejtőzik a mesehős törpeségének oka; az apró emberke különféle, többnyire nevetséges bajjal járó kalandjai, melyekből vagy óriási erejével, vagy ravaszságával menekül meg, kivételesen ezen kalandok reá nézve sorsmeghatározókká is lesznek.
Ha nagyobb (rendes emberi termetű) testvérek társaságában lépteti fel a mese hősünket, akkor részben már más mesecsaládba csap át, akárcsak azokban az esetekben, ahol a kis vitéz óriási ereje komolyabb vállalatokban mutatkozik. Ezek többnyire csak - a Medve Jankó vagy nálunk Fehérlófia s a vele rokon mesehősök tetteinek - az óriásról rá, a végletes ellentétére való átruházásai. Ennek a történettípusnak olyan mitológiai jelentőséget tulajdonítanak egyes kutatók, mely szerint az apró mesehőst a göncölszekér csillagkép hét fényes csillaga mellett (a rúd második csillaga fölött) látható gyenge fényű Alkor, vagy Saidak, magyarul Hajcsár (vagy Kisbéres) csillaggal hozzák kapcsolatba, azonban az idetartozó nagyszámú meseváltozatok következtében ez nehezen bizonyítható.
Egyike a jellemzőbb motívumoknak a marha (ökör, tehén vagy ló) fülében, olykor pedig beleiben rejtőzése. Ez alapján a görög Hermés gyermekkori kalandjával (melyet a homérosi himnusz énekel meg) hozzák összefüggésbe a mese eredetét.